# Operation for Malrotation of the Midgut
|  | Denne artikel er oprettet af botten Steenthbot ud fra en ekstern database. Den kan derfor have sproglige fejl eller mangler. Denne skabelon kan fjernes efter kontrol af indholdet. |

Operation for Malrotation of the Midgut er en dansk dokumentarfilm fra 1956 instrueret af Poul Hjertholm.

## Handling
Kortfattede oplysninger i tekst og røntgenbilleder om malrotation, der er en medfødt misdannelse af tarmen. Børnekirugisk konsulent på Rigshospitalet i København, dr.med. C.C. Winkel Smith, foretager efter Ladd's metode to operationer på børn på henholdsvis 3 måneder og 10 år.